# Dobrovolný svazek obcí Region Novoměstsko
Dobrovolný svazek obcí Region Novoměstsko je svazek obcí (dle § 49 zákona č.128/2000 Sb. o obcích) v okresu Náchod a okresu Rychnov nad Kněžnou, jeho sídlem je Nové Město nad Metují a jeho cílem je podpora vzájemné spolupráce v oblastech hospodářského, sociálního a kulturního rozvoje s cílem dosažení celkové prosperity zakládajících obcí a jejich obyvatel. Sdružuje celkem 30 obcí a byl založen v roce 2004.

## Obce sdružené v mikroregionu
- Bačetín
- Bohdašín
- Bohuslavice
- Borová
- Černčice
- Česká Čermná
- České Meziříčí
- Chlístov
- Janov
- Jestřebí
- Králova Lhota
- Libchyně
- Mezilesí
- Nahořany
- Nové Město nad Metují
- Nový Hrádek
- Ohnišov
- Olešnice v Orlických horách
- Pohoří
- Provodov-Šonov
- Přibyslav
- Rohenice
- Sendraž
- Slavětín nad Metují
- Slavoňov
- Sněžné
- Studnice
- Vršovka
- Vysokov
- Val